# زمن الخوف (رواية)
زمن الخوف هي رواية للكاتب والباحث والصحفي المغربي إدريس الكنبوري، صدرت سنة 2016 عن منشورات طوب بريس، وتقع في 178 صفحة. تتناول الرواية أحداثاً من تاريخ المغرب بعيد الاستقلال، وتركز على مجزرة سوق أربعاء الغرب في يناير 1956، التي شهدت مواجهات بين أنصار حزب الاستقلال وأنصار حزب الشورى والاستقلال.

## الخلفية
صرح المؤلف أن دافع الكتابة كان سد النقص في التوثيق لأحداث البوادي والقرى ضمن تاريخ الحركة الوطنية، مقارنة بالتركيز السائد على المدن. وقد أثرت فيه روايات أسرته عن مجزرة سوق أربعاء الغرب، خاصة من والده، في تكوين وعيه السياسي. اعتمد الكنبوري على مذكرات الحاج معنينو، وكتابات ، ومذكرات عبد الهادي بوطالب، بالإضافة إلى مقابلات مع المؤرخ عبد الكريم الفيلالي، إلى جانب الرواية الشفوية المحلية.

## نبذة
تدور الحبكة في سبعينيات القرن العشرين، مع استرجاع أحداث وقعت سنة 1956. تنطلق القصة من مقتل "ذئب" في منطقة الغرب، وما أثاره من نزاع بين قبيلتي بوحزيطات والحشالفة. تجري الأحداث في قريتين عند سفح جبل الدوم قرب نهر المهيريز، وتعرض شخصيات منها "المعلم عبود"، و"أحمد"، و"سيدي بوغالم"، و"علّولة"، و"الدعدوع" ووالدته.

## الأسلوب والنقد
تعالج الرواية قضايا الذاكرة التاريخية والعنف السياسي والانقسام القبلي، وتناقش العلاقة بين المركز والهامش. تتسم بأسلوب يجمع بين السرد الواقعي والرمزية، مع توظيف الإحالات الدينية والرموز الحيوانية لتكثيف المعنى.وفي ندوة نظمها مركز محمد بلحسن الوزاني، قدم الناقد شعيب حليفي قراءة صنّف فيها أزمنة الرواية إلى ثلاثة: زمن الكتابة (2015)، زمن الحكي (السبعينيات)، والزمن المرجعي (1956)، كما حدد أربع سرديات رئيسية: شخصية الياديني وابنه، قرية الحشالفة، مجزرة سوق أربعاء الغرب، وحزب الشورى والاستقلال. المؤرخ معروف الدفالي درس المعطيات التاريخية وربطها بالسياق السياسي للحركة الوطنية بين 1930 و1956، معتبراً الرواية أول عمل أدبي يسلط الضوء على الحركة الوطنية في البادية. أما مولاي عبد الحكيم الزاوي فرأى أنها تنتمي إلى الرواية التاريخية التي تمزج التخييل بالسرد الشفوي لتوثيق أحداث مغيبة من التاريخ الرسمي.